# Il cerchio del robot
Il cerchio del robot (The Broken Bubble) è un romanzo dello scrittore di fantascienza Philip K. Dick scritto nel 1956 con un titolo più lungo (The Broken Bubble of Thisbe Holt) ma rifiutato dalle case editrici cui fu proposto, fino a essere pubblicato postumo nel 1988.

## Trama
Le vicende di due coppie si intrecciano nella California degli anni cinquanta. Jim Briskin è un DJ di musica classica e divorziato dalla moglie Patricia Gray, nonostante si amino ancora, perché lui è sterile. I due divorziati incontrano i due giovani sposi Art e Rachael e finiscono per scambiarsi i partner.
Quindi Pat si innamora appassionatamente del giovane ma un po' anormale Art, come se lui fosse suo figlio, e i due cominciano una relazione burrascosa durante la quale lui le fa un occhio nero. Nel frattempo Jim e Rachael cominciano a frequentarsi e Rachael propone a Jim di lasciare Art e di fuggire insieme in Messico dove Jim possa adottare il bambino di lei. Alla fine della storia comunque prevale il buon senso.

## Personaggi
Miss Thisbe Holt, citata nel titolo originale, è un personaggio secondario della storia. Si tratta di una spogliarellista ben dotata che si esibisce a un convegno di optometristi alla fine del romanzo. La sua specialità consiste nel muoversi nuda in una grande palla di plastica trasparente che gli optometristi fanno girare per la suite dell'hotel per esaminarla più da vicino. Alla fine la palla viene presa di mira dagli optometristi ubriachi, che la demoliscono spingendola giù dal tetto.
Il personaggio di Jim Briskin riappare in diverse storie e romanzi successivi, come per esempio Svegliatevi, dormienti, che per la maggior parte non sono dei sequel ma piuttosto riutilizzano un personaggio ben delineato preso da un libro che probabilmente non sarebbe stato pubblicato. Nel secondo libro, infatti, Briskin viene addirittura trasformato in un uomo di colore.

## Edizioni italiane
- Philip K. Dick, Il cerchio del robot, traduzione di F. Zucchella, collana Collezione immaginario Dick, Fanucci Editore, 2012,  p. 295.